# Fawaz Awana
Fawaz Awana Ahmad Husein Al Musabi, noto semplicemente come Fawaz Awana (in arabo فواز عوانة‎?; Abu Dhabi, 25 novembre 1988), è un calciatore emiratino, centrocampista del Baniyas .
Fawaz è fratello di Theyab Awana anch'egli calciatore del Baniyas, tragicamente deceduto in un incidente stradale nel 2011.

## Palmarès

### Club

#### Competizioni internazionali
- Coppa dei Campioni del Golfo: 1

Baniyas: 2013